# Thierry Pech
Thierry Pech, né le 8 août 1968 à Châteauroux, est un intellectuel et essayiste français, marqué au centre gauche.
Ancien éditeur, il est directeur général du groupe de réflexion Terra Nova depuis 2013.

## Biographie
Thierry Pech est ancien élève de l'École normale supérieure de Fontenay-Saint-Cloud (promotion 1989, voie Lettres) et agrégé de lettres modernes.
Il est secrétaire général adjoint de l'Institut des hautes études sur la Justice (IHEJ) aux côtés d'Antoine Garapon de 1997 à 2001. Il travaille ensuite pour la CFDT comme conseiller, d’abord avec Nicole Notat, puis avec François Chérèque.
En 2002, il devient secrétaire général du cercle de réflexion de centre gauche La République des idées créé par Pierre Rosanvallon ainsi que la collection de livres du même nom en coédition avec les éditions du Seuil. En 2005, il devient rédacteur en chef de la revue La Vie des idées, alors publiée sur papier (elle passera sur Internet en 2007).
Proche de la revue Esprit dont il est brièvement membre du comité de rédaction, il est ensuite éditeur au Seuil avant de prendre la direction générale de cette maison, fonction qu'il occupe de 2008 à 2009,.
Le 18 décembre 2009, il démissionne de son poste de directeur général des éditions du Seuil, et rejoint le magazine Alternatives économiques comme directeur de la rédaction puis comme président de la coopérative éditrice de ce même titre.
À la fin de l'année 2013, il quitte son poste de directeur général d'Alternatives économiques, puis de celui de président de la SCOP en juin 2014.
Il est l'un des membres fondateurs du think-tank Terra Nova dont il devient directeur général le 19 décembre 2013. Il conteste la position préconisée en 2011 par Terra Nova, qui avait alors recommandé au PS de ne plus rechercher prioritairement les suffrages des classes populaires.
Lors de la campagne pour l'élection présidentielle de 2017, il participe à un meeting de soutien au candidat En marche !, Emmanuel Macron, le 17 avril à Bercy.
En janvier 2018, il signe une lettre ouverte au président de la République, très critique sur la politique migratoire du gouvernement.
En 2019, il prend la coprésidence, avec Laurence Tubiana, du comité de gouvernance de la Convention citoyenne pour le climat composée de 150 citoyens tirés au sort, annoncée par Emmanuel Macron au sortir du grand débat national.

### Présence dans les médias
Depuis 2014, il anime une chronique hebdomadaire sur France Culture intitulée Les idées claires.

## Publications
- Thierry Pech, Rabelais : "Fais ce que tu voudras", Michalon, 1998 (ISBN 2-8418-6087-6, SUDOC 045278938).  sur CAIRN
- Thierry Pech, Conter le crime : droit et littérature sous la Contre-Réforme : les histoires tragiques 1559-1644, H. Champion, 1999 (ISBN 2-7453-0119-5, SUDOC 072879688).
- Thierry Pech, Antoine Garapon et Frédéric Gros, Et ce sera justice : Punir en démocratie, Odile Jacob, 2001 (ISBN 2-7381-1022-3, SUDOC 058550933).
- Thierry Pech et Marc-Olivier Padis, Les Multinationales du cœur : Les ONG, la politique et le marché, /Seuil, coll. « La République des idées », 2005 (ISBN 2-02-063256-X, SUDOC 076900983).
- Thierry Pech (ed. sc.), Pierre Rosanvallon (ed. sc.) et al., La Nouvelle Critique sociale, Seuil, coll. « La République des idées », 2006 (ISBN 2-02-087431-8, SUDOC 103548416).
- Thierry Pech (dir.), Philippe Frémeaux (Responsable de l'équipe de recherche) et Naïri Nahapétian (Responsable de l'équipe de recherche), Et si on changeait tout... : maîtriser la mondialisation, partager les richesses, vivre autrement, sauver la planète..., 60 initiatives et propositions pour changer le monde, Alternatives économiques, 2010 (ISBN 2-35240-056-2, SUDOC 15174811X).
- Thierry Pech (éd. sc.) et Naïri Nahapétian (éd. sc.), Le temps des femmes : liberté, égalité, parité, la révolution continue : Suède, Espagne, Tunisie, Japon, Inde, Etats-Unis..., la situation des femmes à travers le monde, Alternatives économiques, 2011 (ISBN 2-35240-060-0, SUDOC 155051075).
- Thierry Pech, Le Temps des riches : Anatomie d'une sécession, Seuil, 2011 (ISBN 978-2-02-104109-5, SUDOC 156067331).
- Thierry Pech (dir.), Jézabel Couppey-Soubeyran et al., « L'Afrique est-elle bien partie ? », Alternatives économiques, numéro de "L'économie politique",‎ 2013 (EAN 9782352400851, ISSN 1293-6146, SUDOC 172414628).
- Thierry Pech (dir.), Jézabel Couppey-Soubeyran, Laurence Scialom, Christophe Nijdam et al., « Quelles réformes bancaires pour la France ? », Alternatives économiques, numéro de "L'économie politique",‎ 2013 (EAN 9782352400851, ISSN 1293-6146, SUDOC 169207897).
- Thierry Pech (dir.), Jézabel Couppey-Soubeyran et al., « Maîtriser la dette publique : les leçons de l'histoire », Alternatives économiques, numéro de "L'économie politique",‎ 2013 (EAN 9782352400936, ISSN 1293-6146, SUDOC 177246537).
- Thierry Pech, Insoumissions : portrait de la France qui vient, Seuil, 2017 (ISBN 978-2-02-132836-3, SUDOC 198214820).
- Thierry Pech, Le Parlement des citoyens : la Convention citoyenne pour le climat, Seuil, coll. « La République des Idées », 2021 (ISBN 978-2-02-148601-8, SUDOC 25854709X).
- avec Hakim El Karoui et Guillaume Hannezo, Marine Le Pen présidente. Dystopie politique. 2026-2029, éd. Les Petits Matins, 2025.